# Church of the Province of the Indian Ocean
Die Church of the Province of the Indian Ocean ist eine Mitgliedskirche der Anglikanischen Gemeinschaft und umfasst das Gebiet von Madagaskar, Mauritius, La Réunion und der Seychellen. Nachdem 1864 die Missionstätigkeit der Society for the Propagation of the Gospel begonnen hatte, wurde schon 1874 eine eigene anglikanische Diözese gegründet. 1969 wurde sie in drei Diözesen geteilt. Zusammen mit der anglikanischen Diözese von Mauritius, deren Ursprünge in den Missionen von 1810 liegen, und den Seychellen, wurde sie 1973 zur selbständigen anglikanischen Kirchenprovinz erhoben. Heute ist sie in acht Diözesen aufgeteilt und zählt etwa 505.000 Gläubige. Geistlicher Leiter ist der Erzbischof der Provinz des Indischen Ozeans, derzeit James Richard Wong Yin Song.

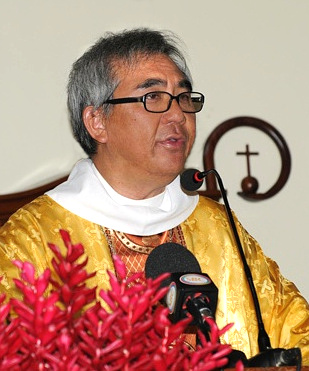
Erzbisachof James Wong

Die Kirche ist Mitglied des Ökumenischen Rates der Kirchen (ÖRK) und der All Africa Conference of Churches (AACC).

## Gliederung
Die Provinz umfasst acht Diözesen in vier Ländern:
| Diözese      | Staat                         | Bischof                                |
| ------------ | ----------------------------- | -------------------------------------- |
| Antananarivo | Madagaskar, Antananarivo      | Samoela Jaona Ranarivelo               |
| Antsiranana  | Madagaskar, Antsiranana       | Theophile Botomazava                   |
| Fianarantsoa | Madagaskar, Fianarantsoa      | Gilbert Rateloson Rakotondravelo       |
| Mahajanga    | Madagaskar, Mahajanga         |                                        |
| Mauritius    | Mauritius, Port Louis Réunion | Gerald James (Ian) Ernest              |
| Seychellen   | Seychellen, Victoria          | Erzbischof James Richard Wong Yin Song |
| Toamasina    | Madagaskar, Toamasina         | Jean Paul Solo                         |
| Toliara      | Madagaskar, Toliara           | Todd McGregor                          |